# Johann Heinrich Christian du Plat

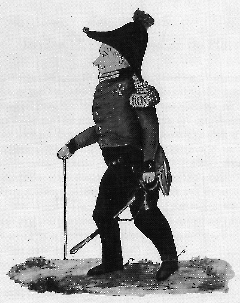
Johann Heinrich Christian du Plat
(Karikatur auf Schloss Frederiksborg)

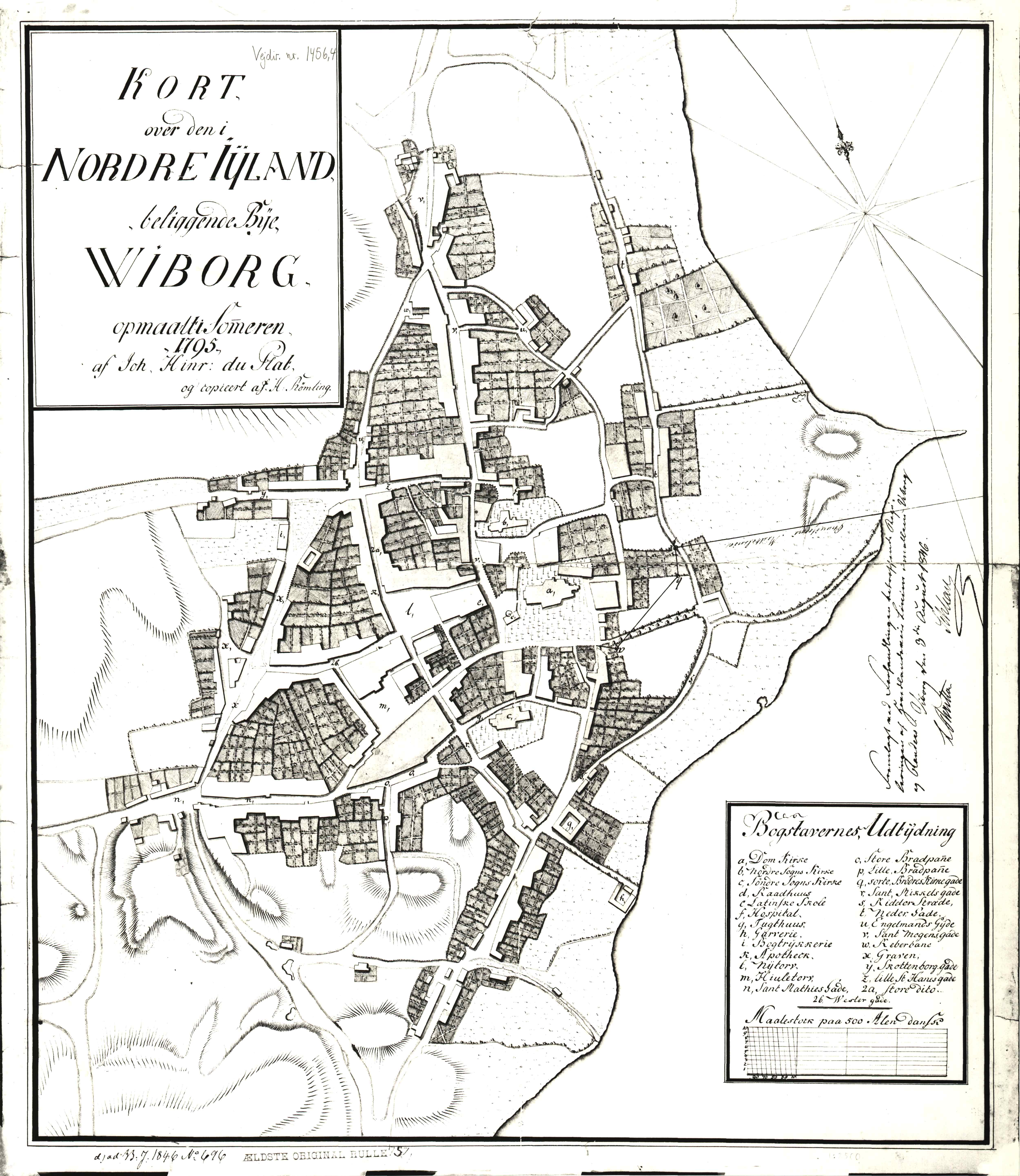
Karte von Viborg

Johann Heinrich Christian du Plat (* 18. Mai 1769 in Aumund bei Lesum; † 29. Februar 1852 wohl in Kopenhagen) war ein königlich dänischer Generalmajor, Flügeladjutant des Königs Friedrich VI. und Kartograf.

## Herkunft
Er entstammte dem französischen Adelsgeschlecht du Plat, dessen erster Vertreter in Deutschland Pierre Joseph du Plat (1657–1709) war, Stammvater der hannoverschen Linie. Nachkommen dieser deutschen Linie traten später in königlich dänische und britische Dienste. Plat war Begründer der dänischen Linie. Er war ein Urenkel von Pierre Joseph du Plat und Sohn des Oberdeichgrafen Peter Joseph du Plat (1728–1782) und der Anna Dorothea Feind (1738–1811). Seine Geschwister waren Peter Joseph (1761–1824), königlich hannoverscher Generalmajor, der kurhannoversche Leutnant Ernst Friedrich (1767–94) und der königlich dänische Generalmajor Christian Claude (1770–1841) sowie Anna Dorothea Helena (1773–1845) und Bernhardine Antoinette du Plat (1774–1806). Er wurde am 22. Mai 1769 in der St. Martini-Kirche zu Lesum getauft.

## Leben
Im Jahr 1789 ging er zusammen mit seinem jüngeren Bruder Christian Friedrich Claude du Plat nach Dänemark und erhielt dort am 30. Oktober 1789 als Gefreiterkorporal die dänische Staatsbürgerschaft.
Im Jahr 1800 fertigte er eine militär-topografische Kartenserie von der Insel Seeland. Auf Befehl des damaligen Kronprinzen Friedrich VI. schuf er als Premierleutnant im Kronprinzenregiment von 1804 bis zum Frühjahr 1805 gemeinsam mit drei anderen Leutnants das bekannte Kartenwerk vom Herzogtum Schleswig. Er vervollständigte die Arbeit um weitere sechs Karten über das Herzogtum Holstein. Das Gesamtwerk aus 14 Einzelkarten im Maßstab 1 : 57.600 und einer Übersichtskarte im Maßstab 1 : 230.000 stellt Schleswig-Holstein ohne die Inseln Ärö und Fehmarn dar. Das handgezeichnete Original befindet sich heute in der Königlichen Handbibliothek auf Schloss Christiansborg.
In den folgenden Jahren war er zunächst Lehrer, dann Kommandeur der Landes-Kadettenanstalt in Kopenhagen und Oberst im Generalstab. Er war königlich dänischer Kammerherr.

## Familie
Er heiratete am 30. Oktober 1802 in Kopenhagen Alette Marie Amalia von Wilster (* 4. März 1779 in Kopenhagen; † 17. Juli 1853), die Tochter des Caesar August von Wilster (1734–1812) und der Charlotte Elisabeth von Schacht (1748–1791). Aus dieser Ehe entstammten fünf Kinder:
- Georg Ernst Emil   (* 23. Juni 1816; † 15. Dezember 1892), königlich dänischer Generalmajor
- Friedrich Caesar Ludwig Rudolph  (* 21. Dezember 1804; † 1. April 1874) Oberst im Generalstab
- Peter Henrik Claude (* 28. September 1809; † 18. April 1864), königlich dänischer Generalmajor
- Friedrich August Peter Wilhelm (1803–1870)
- Marianna Dorothea (1806–1884)

## Werke
- Das Herzogtum Schleswig 1804/05, acht Karten
- Das Herzogtum Holstein
- Die Insel Seeland, 1800

## Orden und Ehrenzeichen
- Kommandeur 1. Klasse des Dannebrogordens